# Thyropus sphaeroma
Thyropus sphaeroma är en kräftdjursart som först beskrevs av Claus 1879.  Thyropus sphaeroma ingår i släktet Thyropus och familjen Parascelidae. Inga underarter finns listade i Catalogue of Life.